# Anita Franken
Johanna Martina Margaretha Maria „Anita“ Franken (* 3. Oktober 1957 in Zundert; † 1. Mai 2017 in Groningen) war eine niederländische Bildhauerin.

## Leben
Anita Franken wurde als ältestes Kind von Piet Franken und Ria Verheugt geboren. Der Vater war Zollbeamter beim Zoll an der belgischen Grenze und ihre Mutter war Krankenschwester, beschäftigte sich neben der Arbeit und Familie aber mit Malerei und Bildhauerei. Sie wuchs mit den jüngeren Schwestern Saskia und Martha in Zundert in Nordbrabant auf. Bedingt durch den Arbeitsplatzwechsel ihres Vaters zog die Familie Anfang der 1970er Jahre nach Groningen. Dort studierte Anita Franken von 1976 bis 1983 an der Kunsthochschule Academie Minerva und erhielt Unterricht in Bildhauerei bei Joggem de Graaf.
Nach ihrem Studium ließ sie sich als bildende Künstlerin in Groningen nieder, schuf freie Arbeiten und Auftragswerke. 1988 heiratete sie den Groninger Filmproduzenten und Werbemacher Joost Leonard Alexander Baron de Smeth (* 1959), mit dem sie vier Kinder bekam. Dadurch hatte sie weniger Zeit für ihre Arbeit. Nach ihrer Scheidung 2007 nahm sie ihre künstlerische Arbeit wieder auf und arbeitete in ihrem Atelier in „De Biotoop“, dem ehemaligen Biologischen Zentrum der Universität Groningen in Haren. Sie lehrte außerdem viele Jahre an der Klassieke Academie voor schilderkunst Groningen.
Nachdem bei einer Freundin Blutkrebs diagnostiziert wurde, gründete Anita Franken den Verein Sterke Wijven. Im Mai 2016 wurde bei ihr selbst Lungenkrebs diagnostiziert. Sie starb im Mai 2017 an der Krankheit.

## Werk
Anita Franken gehörte der sogenannten Bewegung der „Unabhängigen Realisten“ an. Sie war Mitglied des Centrum Beeldende Kunst Groningen und der Beroepsvereniging Beeldende Kunstenaars (BBK).
Anita Franken schuf schwebende schlanke Frauen, die sie selbst als Märchenfiguren oder Göttinnen bezeichnete. Unter ihren Auftragsarbeiten finden sich auch Skulpturen von Männern, während ihre freie Arbeiten stets Frauen zum Thema hatten. Ihre im Bronzeguss ausgeführten Skulpturen sind realistisch dargestellt, aber die Körper sind länglich überzogen und die Gesichter sind nicht konkretisiert. „Die Hüften zeigen in eine andere Richtung als die Schultern und der Kopf ist oft im Nacken gedreht“. Viele ihrer Arbeiten befinden sich im öffentlichen Raum und das Museum Møhlmann in Appingedam verfügt über eine große Sammlung ihrer Werke.
Werke im öffentlichen Raum (Auswahl):
- 1991: Bambi. Hoogezand
- 1994: Joods monument / De laatste halte in het vaderland. Bronze, Kriegsmahnmal zum Gedenken an die zwischen 1940 und 1945 per Zug vom Durchgangslager Westerbork über Zuitbroek deportierten jüdischen Menschen, Zuidbroek, Provinz Groningen[6]
- 1995: Vrijheid. Wildervank, Provinz Groningen (2010 gestohlen)[7]
- 2006: Op weg. Platz der Schulgemeinschaft Ubbo Emmius, Stationslaan, Stadskanaal
- 2012: De Bast. Boslaan 18, Onstwedde, Stadskanaal
- 2013: Evacuatie Monument Dennenoord / De helletocht. Bronze, Kriegsmahnmal zur Erinnerung an die Zwangsevakuierung von 528 Patienten und mehreren Krankenschwestern aus der psychiatrischen Klinik Dennenoord in Zuidlaren in der Nacht vom 27. auf den 28. März 1945 von Zuidlaren nach Franeker, Dennenoord, Zuidlaren[8]
- Zwanger. Hortus Haren, Haren
- Laura. Sieradenbuurt, Almere Buiten[1]

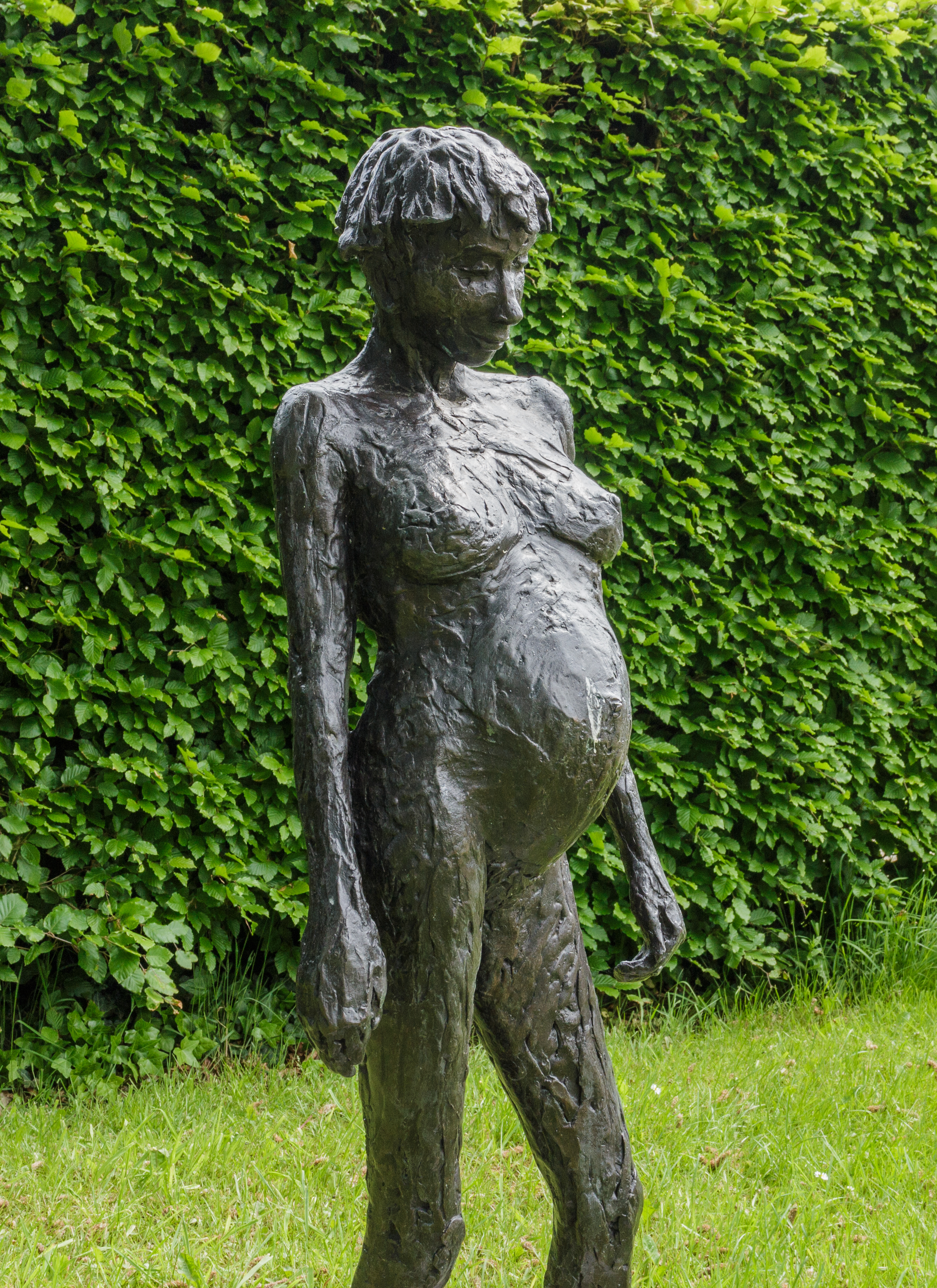
Zwanger
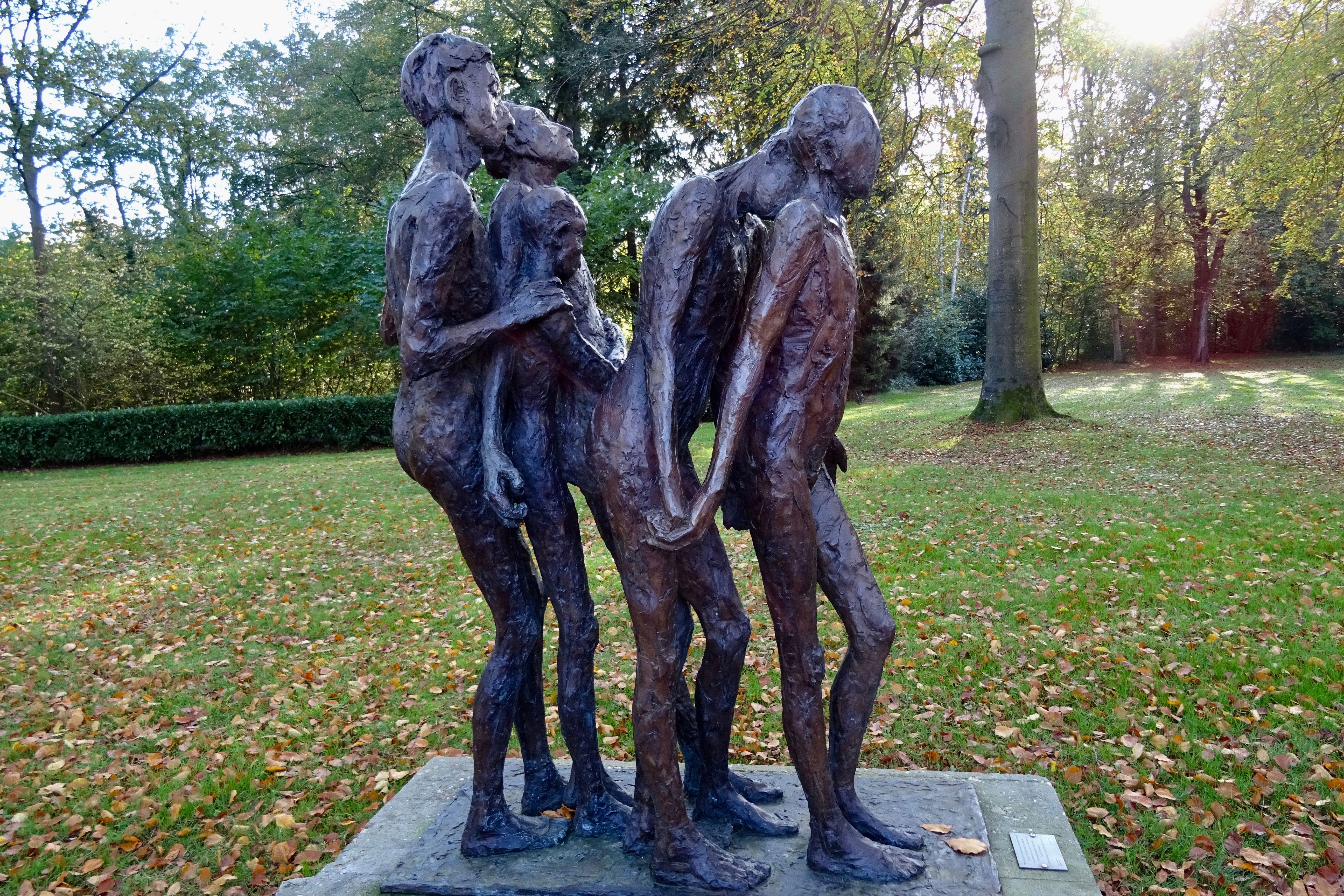
De helletocht
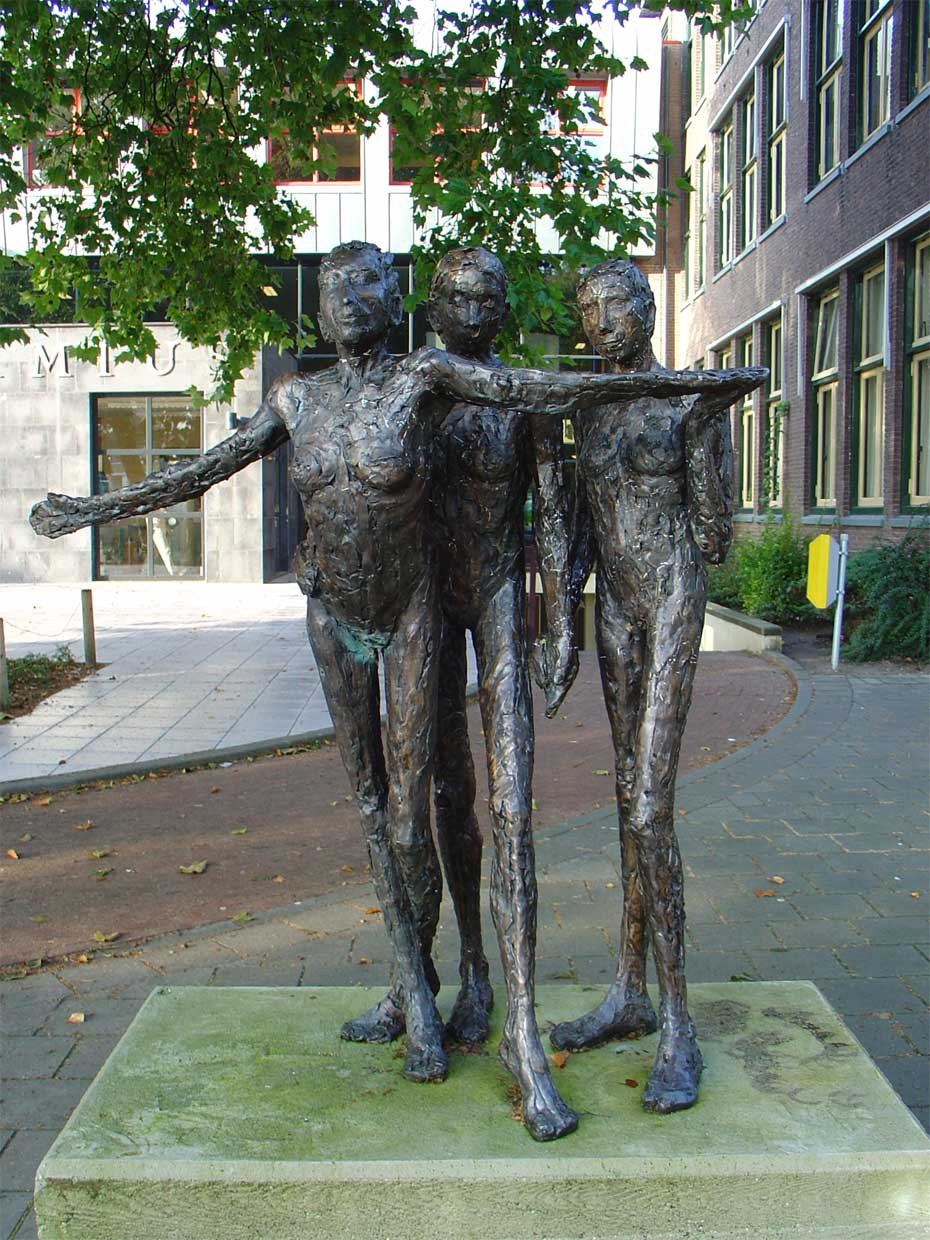
Op weg
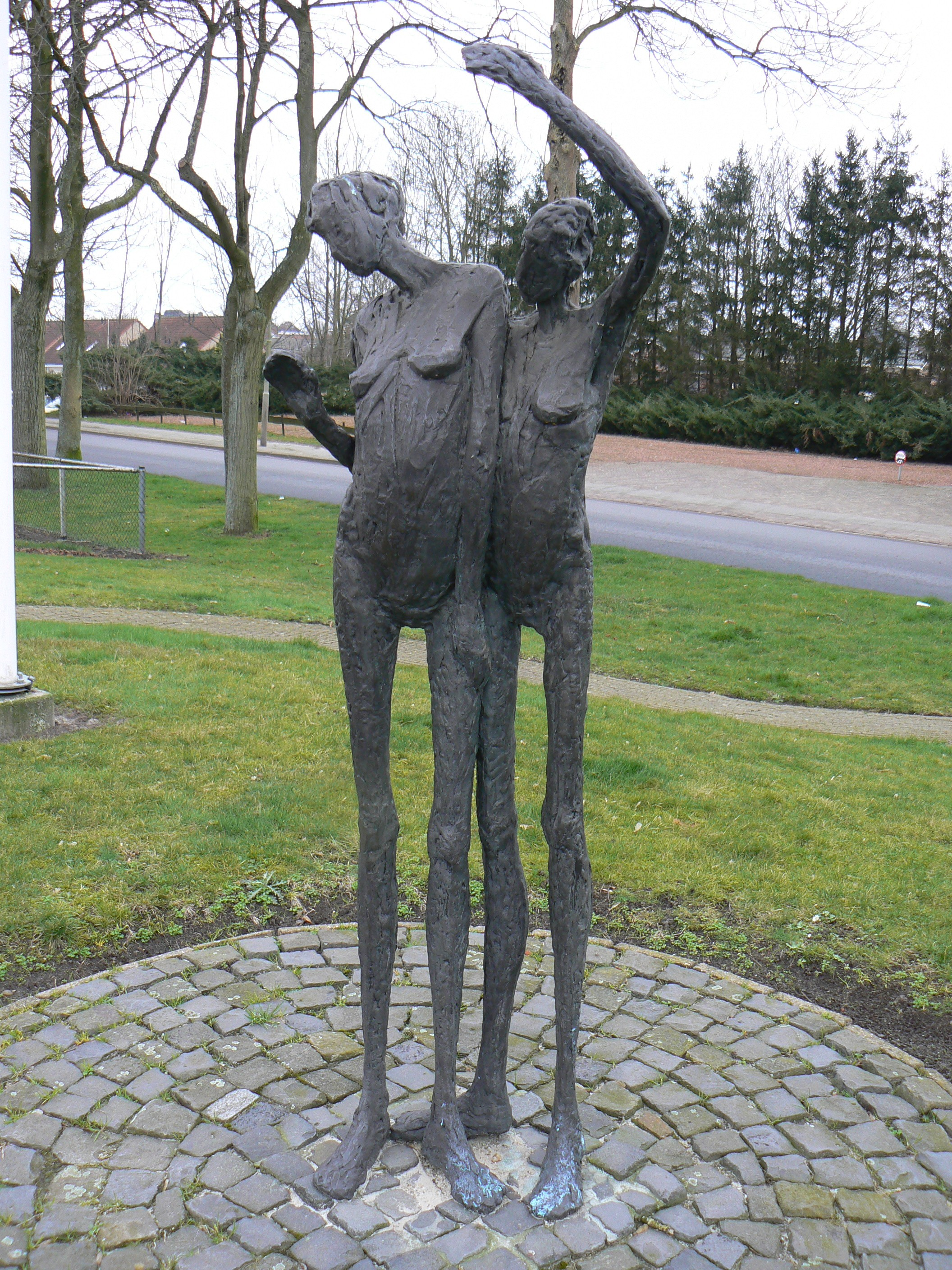
De laatste halte in het vaderland
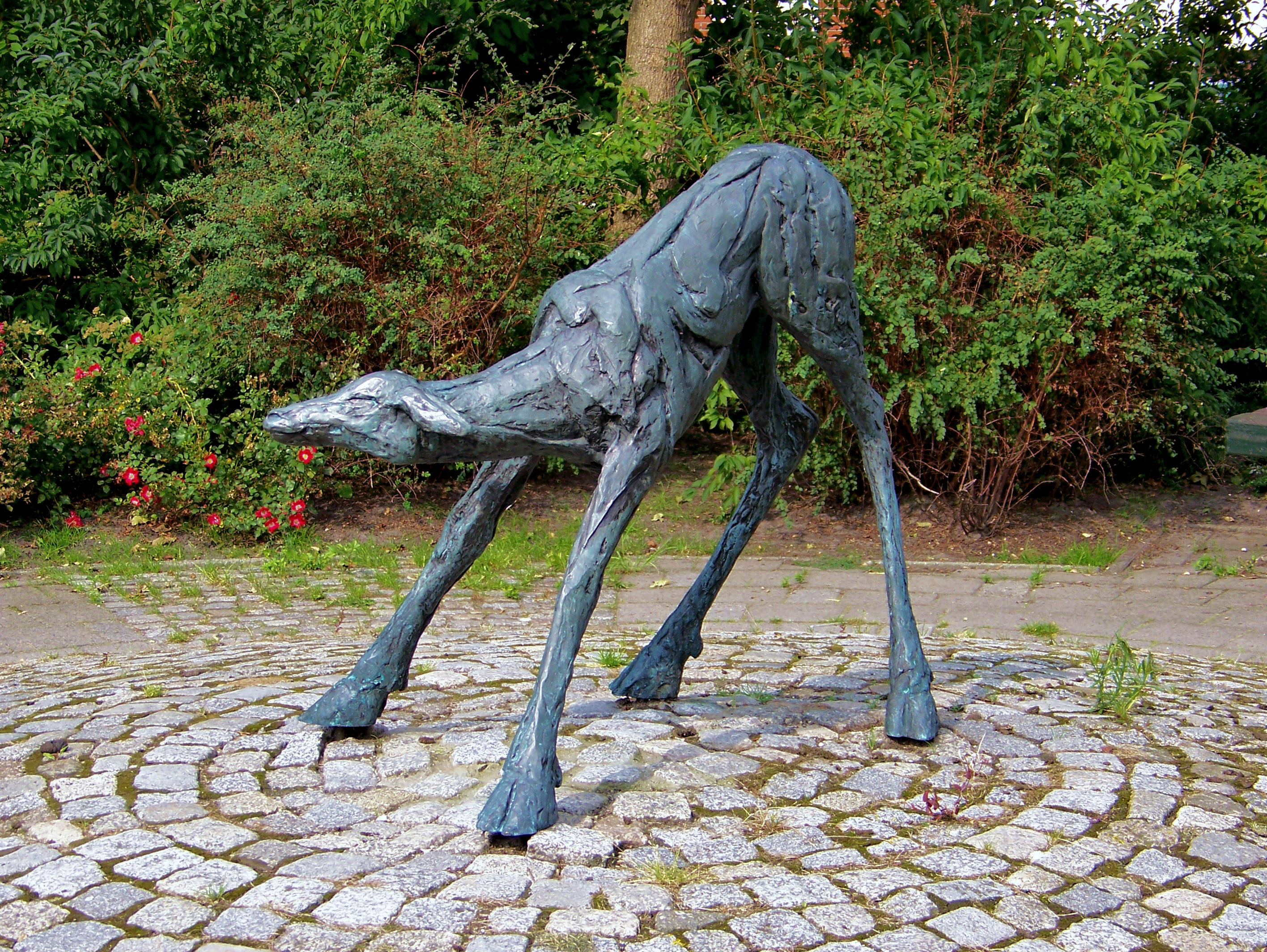
Bambi

## Ausstellungen (Auswahl)
- 1984: Martinihal, Groningen
- 1984: Galerie Wiek XX, Groningen
- 1984: Galerie d' Affiches et de Graphique, Groningen
- 1985: Koepelkerk Amsterdam
- 2001: Internationale Beeldententoonstelling Drulon II, Les jardins de Drulon, Loye-sur-Arnon
- 2003: sculptuur in beeld IX, Galerie Wiek XX, Groningen
- 2003: 6. Onafhankelijke Realistententoonstelling, Museum Møhlmann, Appingedam
- 2004: Gruppenausstellung, Museum Møhlmann, Appingedam
- 2004: Beelden in Gees, Galerie en Beeldentuin Dehullu in Gees, Coevorden
- 2004: 7. Onafhankelijke Realistententoonstelling, Museum Møhlmann, Appingedam
- 2005: 8. Onafhankelijke Realistententoonstelling, Museum Møhlmann, Appingedam[2]